# Yeo Min-ji
 (juin 2019).
Dans ce nom coréen, le nom de famille, Yeo, précède le nom personnel.
Yeo Min-ji, née le 27 avril 1993, est une footballeuse internationale sud-coréenne évoluant au poste d'attaquant au Gumi Sportstoto WFC. Elle fait également partie de l'équipe nationale depuis 2014.